# Casa Roviralta (Lloret de Mar)
La Casa Roviralta és una obra de Lloret de Mar (Selva) protegida com a Bé Cultural d'Interès Local.

## Descripció
Immoble de planta rectangular i destaca per les arcades de mig punt de la planta baixa, una gran terrassa i una torreta de planta quadrada, de tres plantes i coberta a quatre vessants. A la façana sud de la torre hi ha un panell de rajola pintada dedicada a Santa Clotilde i datat de 1930.